# Хордовые
Хо́рдовые (лат. Chordata) — тип вторичноротых животных, для которых характерно наличие энтодермального осевого скелета в виде хорды, которая у высших форм заменяется позвоночником. По степени развития нервной системы тип хордовых занимает высшее место среди всех животных. В мире известно более 60 000 видов хордовых.
По определению Cameron, 2020, хордовые — крупнейшая кроновая группа, включающая морскую миногу (Petromyzon marinus), но не пурпурного стронгилоцентротуса (Strongylocentrotus purpuratus). Понятие хордовые объединяет позвоночных и некоторых беспозвоночных, имеющих, по крайней мере в некоторый период их жизненного цикла, хорду, полый спинной нервный тяж, жаберные щели, эндостиль и хвост, располагающийся позади смещённого на вентральную сторону тела анального отверстия. Тип хордовых делится на три подтипа: бесчерепных, оболочников, позвоночных — единственный подтип, имеющий череп. Ранее в качестве четвёртого подтипа рассматривались полухордовые, которые теперь вынесены в классификации в отдельную группу.

## Особенности строения

Схема строения головохордовых на примере ланцетника: 1 — утолщение нервной трубки спереди («мозг»); 2 — хорда; 3 — спинной нервный тяж («спинной мозг»); 4 — хвостовой плавник; 5 — анус; 6 — пищеварительный канал; 7 — кровеносная система; 8 — выходное отверстие околожаберной полости (атриопор); 9 — околожаберная полость; 10 — глоточные (жаберные) щели; 11 — глотка; 12 — ротовая полость; 13 — околоротовые щупальца; 14 — ротовое отверстие; 15 — половые железы (семенники или яичники); 16 — глазки Гессе; 17 — нервы; 18 — метаплевральная складка; 19 — слепой печёночный вырост. Дыхание (газообмен): синей стрелкой указан вход воды, богатой кислородом, а красными — выход обогащённой углекислым газом.

Хордовые — тип животных, характеризующихся билатеральной симметрией и наличием, по крайней мере, на определённых стадиях развития следующих признаков:
- Хорда, представляющая собой эластичный стержень, образующийся путём выпячивания спинной стороны кишечной трубки. У большинства позвоночных хорда в ходе эмбрионального развития полностью или частично замещается хрящевой и костной тканью, образующей позвоночник.
- Нервная трубка, расположенная дорсально. У позвоночных развивается в спинной мозг и головной мозг.
- Жаберные щели — парные отверстия в глотке. У низших хордовых участвуют в фильтрации воды для питания. У наземных позвоночных жаберные щели закладываются в раннем эмбриогенезе в виде жаберных мешочков.
- Мышечный хвост — постанальный отдел тела, расположенный каудальнее смещённого на брюшную сторону тела ануса (в него заходят хорда и нервная трубка, но не заходит кишечник).
- Эндостиль — желобок на вентральной стороне глотки. У низших хордовых-фильтраторов в нём производится слизь, помогающая собирать частицы пищи и доставлять их в пищевод. Также в нём накапливается иод и, вероятно, он является предшественником щитовидной железы позвоночных. Как таковой, эндостиль у позвоночных есть только у пескоройки.

## Происхождение
В настоящее время достигнуто согласие, что хордовые — монофилетическая группа (являются потомками одного общего предка, который сам был хордовым), а ближайшими родственниками позвоночных (лат. Vertebrata) являются оболочники (лат. Tunicata). Поскольку окаменелости ранних хордовых плохо сохранились, выяснить родственные связи представителей типа можно только с помощью молекулярной филогенетики.
Билатеральные животные делятся на две большие группы — первичноротые и вторичноротые. Хордовые относятся ко вторичноротым. Весьма вероятно, что ископаемое кимберелла, жившая 555 млн лет назад, принадлежала к первичноротым. Жившая 549—543 млн лет назад в эдиакарии эрниетта была уже явно вторичноротым животным. Таким образом, первичноротые и вторичноротые должны были разделиться до времени существования этих животных, то есть до начала кембрийского периода.
Первые известные ископаемые двух близких к хордовым групп — иглокожих и полухордовых — обнаруживаются с раннего и среднего кембрия соответственно. Кроме того, известно ископаемое чэнцзянской биоты Yunnanozoon, принадлежность которого к полухордовым или хордовым не определена. Другое ископаемое, относящееся к той же биоте, Haikouella lanceolata явно является хордовым и, возможно, позвоночным. У него обнаружены признаки сердца, артерий, нервной трубки и мозга, хвоста, жаберных лепестков, возможно, глаз, но в то же время вокруг ротового отверстия есть щупальца. Haikouichthys и Myllokunmingia, также из чэнцзянской фауны, и пикайя из сланцев Бёрджес относятся к примитивным позвоночным. Ископаемые ранних хордовых весьма редки, поскольку у них не было твёрдых частей тела.
Исследования родственных отношений хордовых начались с 90-х годов XIX века. Они основывались на анатомических, эмбриологических и палеонтологических данных и приводили к разным филогенетическим деревьям. Некоторое время ближайшими современными родственниками хордовых считали полухордовых, но позже ими оказалась группа, состоящая из полухордовых и иглокожих (Ambulacraria).
Время разделения эволюционных линий хордовых и Ambulacraria на основании метода молекулярных часов было оценено в 896 млн лет назад.
Ниже приведена кладограмма, основанная на сравнении последовательностей митохондриальных ДНК (положение Xenoturbellida по результатам некоторых других молекулярных исследований значительно отличается):
|  | Hemichordata (Полухордовые) |
|  |                             |
|  | Echinodermata (Иглокожие)   |
|  |                             |

|            | Cephalochordata (Бесчерепные)                                                              |
|            |                                                                                            |
| Olfactores | \| \| Tunicata (Urochordata, Оболочники) \| \| \| \| \| \| Craniata (Черепные) \| \| \| \| |
|            | \| \| Tunicata (Urochordata, Оболочники) \| \| \| \| \| \| Craniata (Черепные) \| \| \| \| |
|            | Tunicata (Urochordata, Оболочники)                                                         |
|            |                                                                                            |
|            | Craniata (Черепные)                                                                        |
|            |                                                                                            |

|  | Tunicata (Urochordata, Оболочники) |
|  |                                    |
|  | Craniata (Черепные)                |
|  |                                    |

|  | Hemichordata (Полухордовые) |
|  |                             |
|  | Echinodermata (Иглокожие)   |
|  |                             |

|            | Cephalochordata (Бесчерепные)                                                              |
|            |                                                                                            |
| Olfactores | \| \| Tunicata (Urochordata, Оболочники) \| \| \| \| \| \| Craniata (Черепные) \| \| \| \| |
|            | \| \| Tunicata (Urochordata, Оболочники) \| \| \| \| \| \| Craniata (Черепные) \| \| \| \| |
|            | Tunicata (Urochordata, Оболочники)                                                         |
|            |                                                                                            |
|            | Craniata (Черепные)                                                                        |
|            |                                                                                            |

|  | Tunicata (Urochordata, Оболочники) |
|  |                                    |
|  | Craniata (Черепные)                |
|  |                                    |

|  | Hemichordata (Полухордовые) |
|  |                             |
|  | Echinodermata (Иглокожие)   |
|  |                             |

|            | Cephalochordata (Бесчерепные)                                                              |
|            |                                                                                            |
| Olfactores | \| \| Tunicata (Urochordata, Оболочники) \| \| \| \| \| \| Craniata (Черепные) \| \| \| \| |
|            | \| \| Tunicata (Urochordata, Оболочники) \| \| \| \| \| \| Craniata (Черепные) \| \| \| \| |
|            | Tunicata (Urochordata, Оболочники)                                                         |
|            |                                                                                            |
|            | Craniata (Черепные)                                                                        |
|            |                                                                                            |

|  | Tunicata (Urochordata, Оболочники) |
|  |                                    |
|  | Craniata (Черепные)                |
|  |                                    |

|  | Hemichordata (Полухордовые) |
|  |                             |
|  | Echinodermata (Иглокожие)   |
|  |                             |

|            | Cephalochordata (Бесчерепные)                                                              |
|            |                                                                                            |
| Olfactores | \| \| Tunicata (Urochordata, Оболочники) \| \| \| \| \| \| Craniata (Черепные) \| \| \| \| |
|            | \| \| Tunicata (Urochordata, Оболочники) \| \| \| \| \| \| Craniata (Черепные) \| \| \| \| |
|            | Tunicata (Urochordata, Оболочники)                                                         |
|            |                                                                                            |
|            | Craniata (Черепные)                                                                        |
|            |                                                                                            |

|  | Tunicata (Urochordata, Оболочники) |
|  |                                    |
|  | Craniata (Черепные)                |
|  |                                    |

|  | Hemichordata (Полухордовые) |
|  |                             |
|  | Echinodermata (Иглокожие)   |
|  |                             |

|            | Cephalochordata (Бесчерепные)                                                              |
|            |                                                                                            |
| Olfactores | \| \| Tunicata (Urochordata, Оболочники) \| \| \| \| \| \| Craniata (Черепные) \| \| \| \| |
|            | \| \| Tunicata (Urochordata, Оболочники) \| \| \| \| \| \| Craniata (Черепные) \| \| \| \| |
|            | Tunicata (Urochordata, Оболочники)                                                         |
|            |                                                                                            |
|            | Craniata (Черепные)                                                                        |
|            |                                                                                            |

|  | Tunicata (Urochordata, Оболочники) |
|  |                                    |
|  | Craniata (Черепные)                |
|  |                                    |

|  | Hemichordata (Полухордовые) |
|  |                             |
|  | Echinodermata (Иглокожие)   |
|  |                             |

|            | Cephalochordata (Бесчерепные)                                                              |
|            |                                                                                            |
| Olfactores | \| \| Tunicata (Urochordata, Оболочники) \| \| \| \| \| \| Craniata (Черепные) \| \| \| \| |
|            | \| \| Tunicata (Urochordata, Оболочники) \| \| \| \| \| \| Craniata (Черепные) \| \| \| \| |
|            | Tunicata (Urochordata, Оболочники)                                                         |
|            |                                                                                            |
|            | Craniata (Черепные)                                                                        |
|            |                                                                                            |

|  | Tunicata (Urochordata, Оболочники) |
|  |                                    |
|  | Craniata (Черепные)                |
|  |                                    |

|  | Hemichordata (Полухордовые) |
|  |                             |
|  | Echinodermata (Иглокожие)   |
|  |                             |

|            | Cephalochordata (Бесчерепные)                                                              |
|            |                                                                                            |
| Olfactores | \| \| Tunicata (Urochordata, Оболочники) \| \| \| \| \| \| Craniata (Черепные) \| \| \| \| |
|            | \| \| Tunicata (Urochordata, Оболочники) \| \| \| \| \| \| Craniata (Черепные) \| \| \| \| |
|            | Tunicata (Urochordata, Оболочники)                                                         |
|            |                                                                                            |
|            | Craniata (Черепные)                                                                        |
|            |                                                                                            |

|  | Tunicata (Urochordata, Оболочники) |
|  |                                    |
|  | Craniata (Черепные)                |
|  |                                    |

|  | Hemichordata (Полухордовые) |
|  |                             |
|  | Echinodermata (Иглокожие)   |
|  |                             |

|            | Cephalochordata (Бесчерепные)                                                              |
|            |                                                                                            |
| Olfactores | \| \| Tunicata (Urochordata, Оболочники) \| \| \| \| \| \| Craniata (Черепные) \| \| \| \| |
|            | \| \| Tunicata (Urochordata, Оболочники) \| \| \| \| \| \| Craniata (Черепные) \| \| \| \| |
|            | Tunicata (Urochordata, Оболочники)                                                         |
|            |                                                                                            |
|            | Craniata (Черепные)                                                                        |
|            |                                                                                            |

|  | Tunicata (Urochordata, Оболочники) |
|  |                                    |
|  | Craniata (Черепные)                |
|  |                                    |

|  | Hemichordata (Полухордовые) |
|  |                             |
|  | Echinodermata (Иглокожие)   |
|  |                             |

|            | Cephalochordata (Бесчерепные)                                                              |
|            |                                                                                            |
| Olfactores | \| \| Tunicata (Urochordata, Оболочники) \| \| \| \| \| \| Craniata (Черепные) \| \| \| \| |
|            | \| \| Tunicata (Urochordata, Оболочники) \| \| \| \| \| \| Craniata (Черепные) \| \| \| \| |
|            | Tunicata (Urochordata, Оболочники)                                                         |
|            |                                                                                            |
|            | Craniata (Черепные)                                                                        |
|            |                                                                                            |

|  | Tunicata (Urochordata, Оболочники) |
|  |                                    |
|  | Craniata (Черепные)                |
|  |                                    |

|  | Hemichordata (Полухордовые) |
|  |                             |
|  | Echinodermata (Иглокожие)   |
|  |                             |

|            | Cephalochordata (Бесчерепные)                                                              |
|            |                                                                                            |
| Olfactores | \| \| Tunicata (Urochordata, Оболочники) \| \| \| \| \| \| Craniata (Черепные) \| \| \| \| |
|            | \| \| Tunicata (Urochordata, Оболочники) \| \| \| \| \| \| Craniata (Черепные) \| \| \| \| |
|            | Tunicata (Urochordata, Оболочники)                                                         |
|            |                                                                                            |
|            | Craniata (Черепные)                                                                        |
|            |                                                                                            |

|  | Tunicata (Urochordata, Оболочники) |
|  |                                    |
|  | Craniata (Черепные)                |
|  |                                    |

|  | Hemichordata (Полухордовые) |
|  |                             |
|  | Echinodermata (Иглокожие)   |
|  |                             |

|            | Cephalochordata (Бесчерепные)                                                              |
|            |                                                                                            |
| Olfactores | \| \| Tunicata (Urochordata, Оболочники) \| \| \| \| \| \| Craniata (Черепные) \| \| \| \| |
|            | \| \| Tunicata (Urochordata, Оболочники) \| \| \| \| \| \| Craniata (Черепные) \| \| \| \| |
|            | Tunicata (Urochordata, Оболочники)                                                         |
|            |                                                                                            |
|            | Craniata (Черепные)                                                                        |
|            |                                                                                            |

|  | Tunicata (Urochordata, Оболочники) |
|  |                                    |
|  | Craniata (Черепные)                |
|  |                                    |

|  | Hemichordata (Полухордовые) |
|  |                             |
|  | Echinodermata (Иглокожие)   |
|  |                             |

|            | Cephalochordata (Бесчерепные)                                                              |
|            |                                                                                            |
| Olfactores | \| \| Tunicata (Urochordata, Оболочники) \| \| \| \| \| \| Craniata (Черепные) \| \| \| \| |
|            | \| \| Tunicata (Urochordata, Оболочники) \| \| \| \| \| \| Craniata (Черепные) \| \| \| \| |
|            | Tunicata (Urochordata, Оболочники)                                                         |
|            |                                                                                            |
|            | Craniata (Черепные)                                                                        |
|            |                                                                                            |

|  | Tunicata (Urochordata, Оболочники) |
|  |                                    |
|  | Craniata (Черепные)                |
|  |                                    |

|  | Hemichordata (Полухордовые) |
|  |                             |
|  | Echinodermata (Иглокожие)   |
|  |                             |

|            | Cephalochordata (Бесчерепные)                                                              |
|            |                                                                                            |
| Olfactores | \| \| Tunicata (Urochordata, Оболочники) \| \| \| \| \| \| Craniata (Черепные) \| \| \| \| |
|            | \| \| Tunicata (Urochordata, Оболочники) \| \| \| \| \| \| Craniata (Черепные) \| \| \| \| |
|            | Tunicata (Urochordata, Оболочники)                                                         |
|            |                                                                                            |
|            | Craniata (Черепные)                                                                        |
|            |                                                                                            |

|  | Tunicata (Urochordata, Оболочники) |
|  |                                    |
|  | Craniata (Черепные)                |
|  |                                    |

|  | Hemichordata (Полухордовые) |
|  |                             |
|  | Echinodermata (Иглокожие)   |
|  |                             |

|            | Cephalochordata (Бесчерепные)                                                              |
|            |                                                                                            |
| Olfactores | \| \| Tunicata (Urochordata, Оболочники) \| \| \| \| \| \| Craniata (Черепные) \| \| \| \| |
|            | \| \| Tunicata (Urochordata, Оболочники) \| \| \| \| \| \| Craniata (Черепные) \| \| \| \| |
|            | Tunicata (Urochordata, Оболочники)                                                         |
|            |                                                                                            |
|            | Craniata (Черепные)                                                                        |
|            |                                                                                            |

|  | Tunicata (Urochordata, Оболочники) |
|  |                                    |
|  | Craniata (Черепные)                |
|  |                                    |

|  | Hemichordata (Полухордовые) |
|  |                             |
|  | Echinodermata (Иглокожие)   |
|  |                             |

|            | Cephalochordata (Бесчерепные)                                                              |
|            |                                                                                            |
| Olfactores | \| \| Tunicata (Urochordata, Оболочники) \| \| \| \| \| \| Craniata (Черепные) \| \| \| \| |
|            | \| \| Tunicata (Urochordata, Оболочники) \| \| \| \| \| \| Craniata (Черепные) \| \| \| \| |
|            | Tunicata (Urochordata, Оболочники)                                                         |
|            |                                                                                            |
|            | Craniata (Черепные)                                                                        |
|            |                                                                                            |

|  | Tunicata (Urochordata, Оболочники) |
|  |                                    |
|  | Craniata (Черепные)                |
|  |                                    |

|  | Hemichordata (Полухордовые) |
|  |                             |
|  | Echinodermata (Иглокожие)   |
|  |                             |

|            | Cephalochordata (Бесчерепные)                                                              |
|            |                                                                                            |
| Olfactores | \| \| Tunicata (Urochordata, Оболочники) \| \| \| \| \| \| Craniata (Черепные) \| \| \| \| |
|            | \| \| Tunicata (Urochordata, Оболочники) \| \| \| \| \| \| Craniata (Черепные) \| \| \| \| |
|            | Tunicata (Urochordata, Оболочники)                                                         |
|            |                                                                                            |
|            | Craniata (Черепные)                                                                        |
|            |                                                                                            |

|  | Tunicata (Urochordata, Оболочники) |
|  |                                    |
|  | Craniata (Черепные)                |
|  |                                    |

## Классификация
Обычно выделяют три подтипа хордовых (иногда четыре). Высшим подтипом являются позвоночные, к которым принадлежит порядка 95 % всех видов хордовых. Из низших хордовых выделяют бесчерепных и оболочников.
Ниже перечислены три общепризнанных подтипа хордовых вместе с входящими в них классами и подклассами.
Тип Хордовые (Chordata)
- Подтип Бесчерепные (Acraniata) или головохордовые (Cephalochordata)

- Класс Ланцетники (Leptocardii)

- Подтип Оболочники (Tunicata) или личиночнохордовые (Urochordata)

- Класс Аппендикулярии (Appendicularia)
- Класс Асцидии (Ascidiacea)
- Класс Сальпы (Thaliacea): сальпиды, огнетелки и бочёночники

- Подтип Позвоночные (Vertebrata)

- † Класс Конодонты (Conodonta)

- Надкласс Бесчелюстные (Agnatha) — парафилетическая группа

- † Класс Анаспиды, или беспанцирные, или бесщитковые (Anaspida)
- † Класс Непарноноздрёвые, или цефаласпидоморфы (Cephalaspidomorphi)
- † Класс Парноноздрёвые, или птероспидоморфы (Pteraspidomorpha)
- † Класс Телодонты (Thelodonti)
- Класс Миксины (Myxini)
- Класс Миноги (Petromyzontida)

- Инфратип Челюстноротые (Gnathostomata)

- † Класс Плакодермы или пластинокожие рыбы (Placodermi)
- † Класс Акантоды или колючкозубые (Acanthodii)
- Класс Хрящевые рыбы (Chondrichthyes)

- Подкласс Пластиножаберные (Elasmobranchii): акулы и скаты
- Подкласс Цельноголовые (Holocephali)

- Группа Костные рыбы (Osteichthyes)

- Класс Лучепёрые рыбы (Actinopterygii)
- Класс Лопастеперые рыбы, или мясистолопастные (Sarcopterygii) → Надкласс Четвероногие (Tetrapoda)

- Надкласс Четвероногие (Tetrapoda)

- Класс Земноводные, или амфибии (Amphibia) / Батрахоморфы (Batrachomorpha)
- Класс Завропсиды (Sauropsida), традиционно — Пресмыкающиеся, или рептилии (Reptilia)

- † Подкласс Парарептилии (Parareptilia)
- Подкласс Диапсиды (Diapsida) → Класс Птицы (Aves)

- Класс Синапсиды (Synapsida) → Класс Млекопитающие (Mammalia)

Завропсиды (пресмыкающиеся и птицы) и синапсиды (млекопитающие и вымершие родственники) относятся к кладе амниот, остальные классы позвоночных — к парафилетической группе анамний.
Иногда отряды огнетелок, сальп и бочёночников повышают до классов в подтипе Tunicata. Также существует довольно много альтернативных классификаций позвоночных. Их наличие связано, в частности, с тем, что многие традиционно выделяемые группы позвоночных парафилетичны. Например, парафилетичны лопастепёрые (чтобы эта группа стала монофилетичной, в неё надо включить наземных позвоночных) и рептилии (в них с позиций кладистической систематики следовало бы включить класс птиц).
Очень часто используется несистемная группа беспозвоночные, которая включает два подтипа хордовых (головохордовые и оболочники) и все остальные типы животных. Её использование подчёркивает важное значение, которое имеют позвоночные в животном мире и жизни человека.

## Хронограмма
На рисунке показана хронограмма современных классов хордовых.
При кладистическом подходе сопоставление иерархии таксономических групп с ветвями филогенетического дерева сталкивается с определёнными трудностями. Например, при этом подходе класс лопастепёрых рыб содержит 8 видов собственно рыб, а также всех наземных хордовых (четвероногих), поскольку они произошли от лопастепёрых рыб. Между тем, традиционно четвероногие делятся на классы земноводных, пресмыкающихся, птиц и млекопитающих, то есть в кладистической системе несколько традиционных классов оказываются подчинёнными другому классу.
Не меньшие проблемы возникают в надклассе четвероногих. Невозможно выделить отдельную ветвь для рептилий, так как они не являются монофилетической группой (произошедшие от рептилий птицы традиционно выделяются в отдельный класс). В результате выделен класс завропсид, включающий в себя пресмыкающихся и птиц, а выделение птиц из завропсид показано тонкой линией. При этом нужно учитывать, что обозначенное на дереве число видов птиц входит в число видов завропсид.

Филогенетическое дерево современных классов хордовых. Классы обозначены чёрным цветом. Цифры в узлах дерева показывают ориентировочное время расхождения филогенетических групп (млн лет) по данным молекулярной филогенетики. Цифры после названий классов обозначают число известных видов. Все данные по http://www.onezoom.org/ на 19.02.2023

## Подтипы

### Бесчерепные

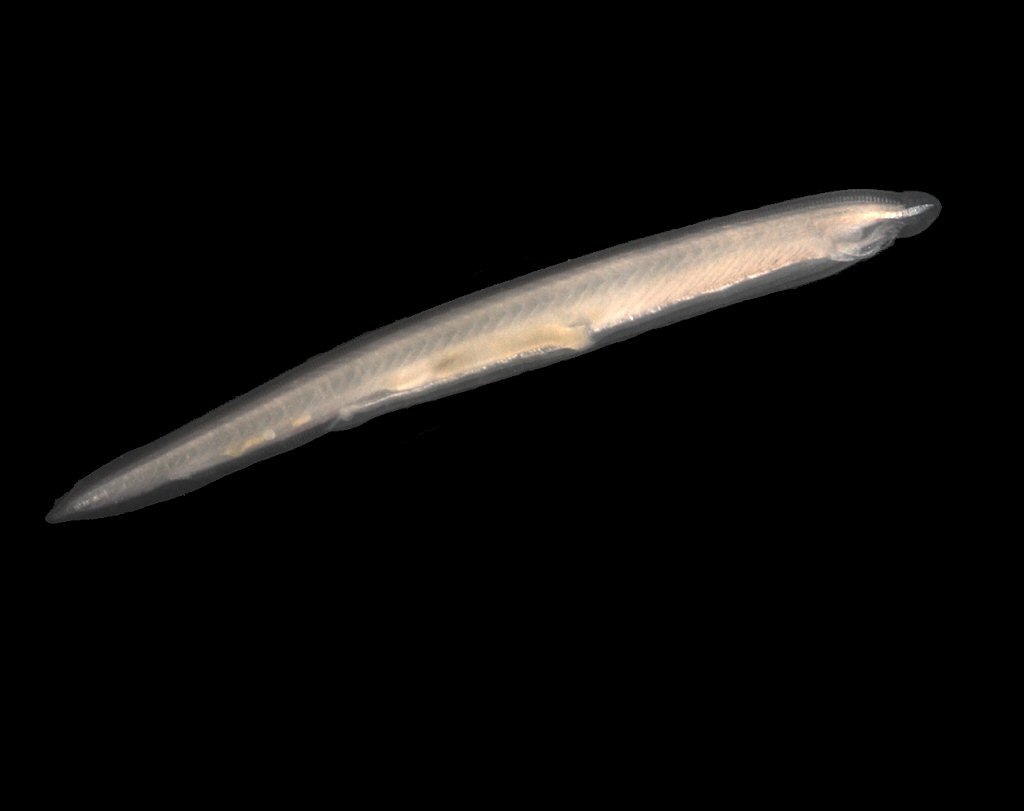
Головохордовое Branchiostoma lanceolatum

Бесчерепны́е (лат. Cephalochordata) или головохо́рдовые (лат. Acrania) — небольшие морские рыбообразные животные со всеми признаками, свойственными хордовым. Бесчерепные — подтип низших хордовых животных, в отличие от других хордовых (оболочников и позвоночных), сохраняющий основные признаки типа (хорда, нервная трубка и жаберные щели) в течение всей жизни. Головной мозг отсутствует, органы чувств примитивны. Ведут придонный образ жизни, по характеру питания — роющие фильтраторы. Всего к бесчерепным относятся около 30 видов, составляющих один класс — ланцетники.

### Оболочники

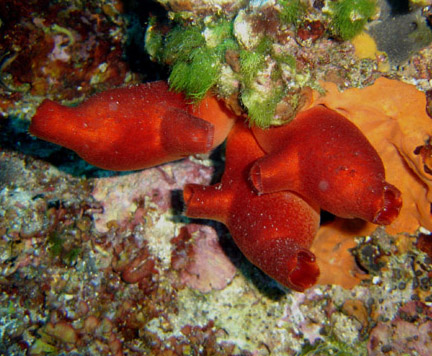
Оболочники: асцидии

Оболо́чники (лат. Tunicata, Urochordata) — подтип хордовых животных. Включают 5 классов — асцидий, аппендикулярий, сальп, огнетелок и бочёночников. По другой классификации последние 3 класса считаются отрядами класса Thaliacea. Известно более 1 000 видов. Большинство из них имеют хорду только на личиночной стадии. Они распространены по всему миру и населяют морское дно.
Три крупных класса оболочников:
- Асцидии — низшие мягкотелые хордовые-фильтраторы, во взрослом состоянии ведущие сидячий образ жизни[26];
- аппендикулярии сохраняют личиночные черты, такие как хвост, на протяжении всей жизни. По этой причине долгое время рассматривались как личинки асцидий и сальп[27]. Из-за наличия длинных хвостов личинки оболочников называют лат. urochordata[26];
- третья группа оболочников — свободноплавающие сальпы, питаются планктоном. В их жизненном цикле известно два поколения — одиночное гермафродитное и почкующееся колониальное бесполое. У личинок этих животных есть все основные признаки хордовых, в том числе хорда и хвост. Они также оснащены рудиментарным мозгом и датчиками освещённости и положения (крена)[26].

### Позвоночные

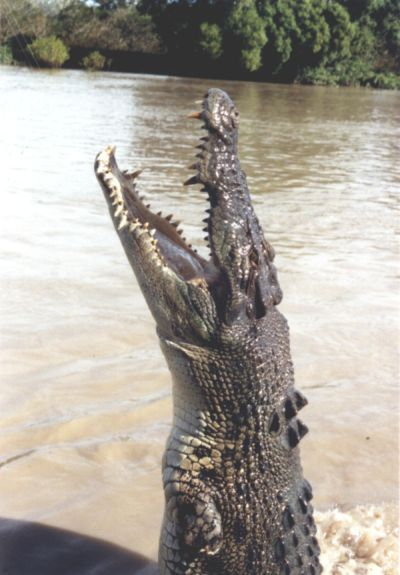
Прыжки гребнистых крокодилов — город Дарвин, Австралия

Позвоно́чные (лат. Vertebrata) — высший подтип хордовых животных. Доминирующая (наряду с насекомыми) на земле и в воздушной среде группа животных. Отличаются от других хордовых наличием обособленного черепа и развитием головного мозга и органов чувств. Хорда у большинства представителей высших хордовых замещается на позвоночник, защищающий спинной мозг и состоящий, как правило, из хрящевой и костной ткани. Эндостиль, как таковой, присутствует только у личинок миног. По сравнению с низшими хордовыми — бесчерепными и оболочниками — они характеризуются значительно более высоким уровнем организации, что наглядно выражено как в их строении, так и в физиологических отправлениях. Среди позвоночных нет видов, ведущих сидячий (прикреплённый) образ жизни. Они перемещаются в широких пределах, активно разыскивая и захватывая пищу, находя для размножения особей другого пола, спасаясь от преследования врагов.
У миног есть недоразвитый череп и рудиментарные позвонки — следовательно, они могут рассматриваться как позвоночные. Миксиновые, имеющие жаберный скелет, состоящий из небольшого числа хрящевых пластинок, рудиментарные позвонки, не всегда рассматриваются как истинные позвоночные, но молекулярная филогенетика показала, что это сестринская группа миног, образующая вместе с ними группу круглоротых.

## Ближайшие родственники

### Полухордовые

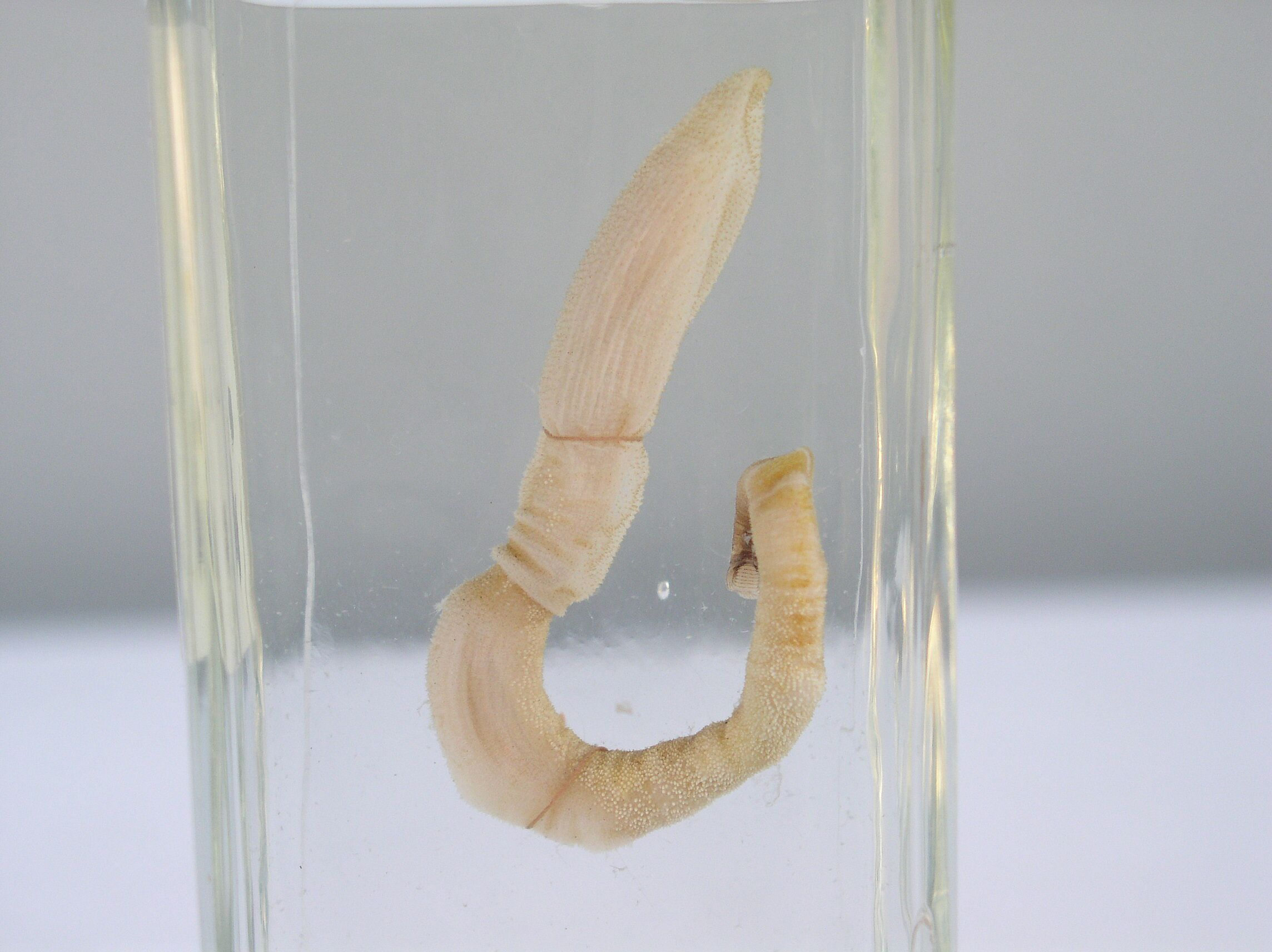
Полухордовое рода Saccoglossus

Полухо́рдовые (лат. Hemichordata) — тип морских донных беспозвоночных из группы вторичноротых. Мягкотелые червеобразные животные. В мире известно 130 видов, в России — 4 вида. Первоначально полухордовые считались подтипом или близкими родственниками хордовых, с которыми их объединяет наличие жаберных щелей, спинного нервного ствола и хордоподобного органа (стомохорда), представляющего собой вырост кишечника, поддерживающий хоботок. Однако стомохорд не гомологичен хорде. Кроме того, в отличие от хордовых, у полухордовых тело чётко делится на 3 отдела: хоботок (у кишечнодышащих) или головной щит (у перистожаберных), воротник и туловище. Есть и ещё ряд отличий от хордовых: строение сердца, нервной системы и другие особенности внутренней организации, например, помимо спинного, у полухордовых есть и брюшной нервный тяж. Выделяют два класса: кишечнодышащие (лат. Enteropneusta) — 108 современных видов — и перистожаберные (лат. Pterobranchia) — 22 современных вида. К последним принадлежат граптолиты, широко распространённые в палеозое и ранее считавшиеся отдельным классом.
Сходство личинок полухордовых (торнарии) с личинками-бипиннариями иглокожих позволило считать полухордовых промежуточным звеном между иглокожими и хордовыми.

### Иглокожие

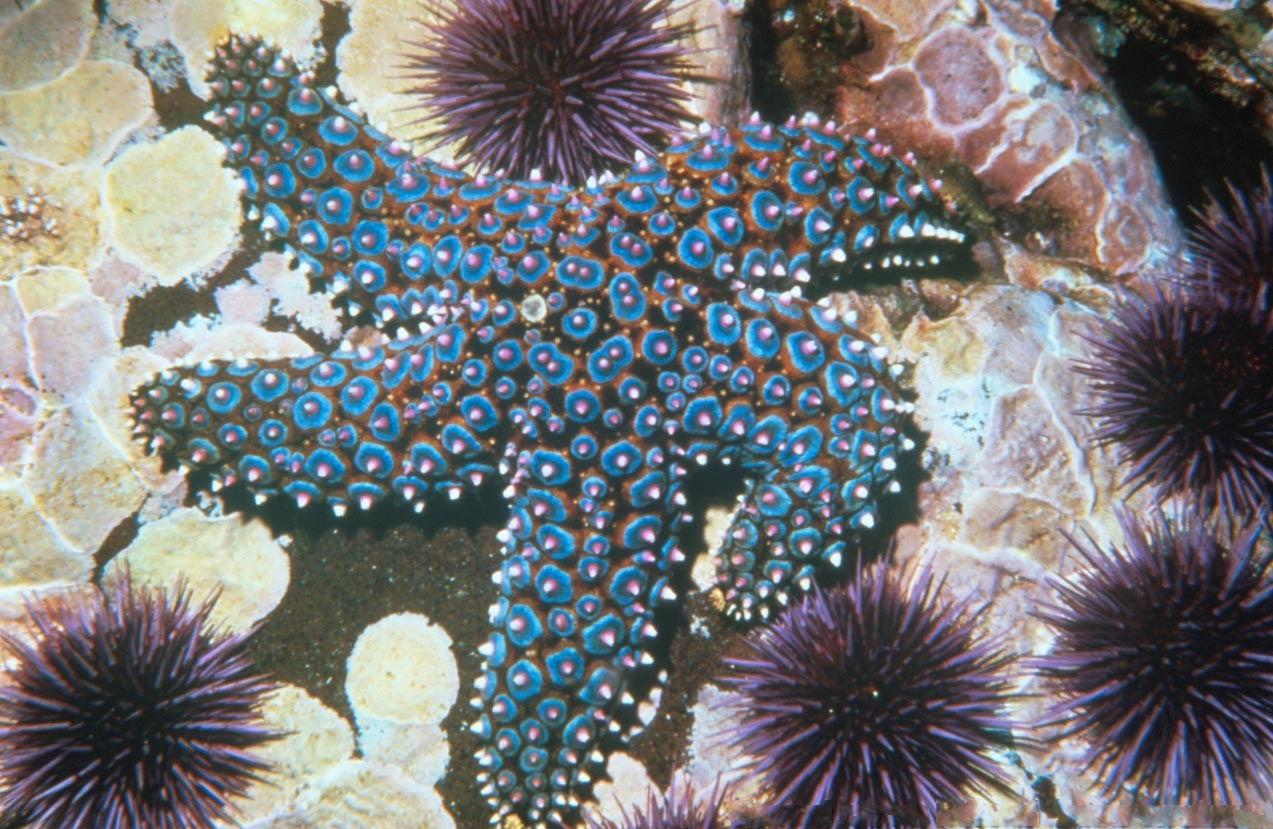
Иглокожие: морские звёзды

Иглоко́жие (лат. Echinodermata) — тип исключительно морских донных животных, большей частью свободноживущих, реже сидячих, встречающихся на любых глубинах Мирового океана. Насчитывается около 7000 современных видов (в России — 400). Наряду с хордовыми, иглокожие относятся к ветви вторичноротых животных (Deuterostomia). Современными представителями типа являются морские звёзды, морские ежи, офиуры (змеехвостки), голотурии (морские огурцы) и морские лилии. В состав этого типа входят также приблизительно 13 000 вымерших видов, которые процветали в морях, начиная с раннего кембрия.
Иглокожие отличаются от хордовых тремя признаками:
- вместо двусторонней (билатеральной) они обладают радиальной симметрией;
- схема строения их тела напоминает кольцо (в виде колеса с трубами-ногами);
- их тела поддерживает скелет из кальцита, материала, не встречающегося у хордовых.

Несмотря на то, что тела иглокожих хорошо защищены от воздействия окружающей среды кальцинированной оболочкой (скелетом), снаружи они покрываются тонкой кожей. Ноги иглокожих окружены мышцами и выполняют функцию дыхания и питания — действуют как насосы, обеспечивая циркуляцию воды рядом с кровеносными сосудами, осуществляя газообмен и фильтрацию частиц пищи из воды. Видоизменённые ноги-перья несут и оборонительную функцию. Некоторые иглокожие, например морские лилии, живут оседло (прикреплены к скалам), и немногие из них способны очень медленно перемещаться. Другие иглокожие мобильны, например, морские звёзды, морские ежи и морские огурцы.